# Ashley Jones
 (août 2009).
Si vous disposez d'ouvrages ou d'articles de référence ou si vous connaissez des sites web de qualité traitant du thème abordé ici, merci de compléter l'article en donnant les références utiles à sa vérifiabilité et en les liant à la section « Notes et références ».
Ashley Jones, née le 3 septembre 1976 à Memphis, est une actrice de télévision américaine.

## Biographie
Née le 3 septembre 1976 à Memphis, Ashley Aubra Jones est la deuxième fille de Shawn Jones, un pasteur. Ashley a un frère nommé Zach ainsi qu'une sœur appelée Jordan. Elle a vécu dans le Tennessee jusqu'à ses cinq ans puis a déménagé au Texas à cause du nouvel emploi de son père.
Ashley est principalement connue pour ses rôles dans les soap operas Les Feux de l'amour et Amour, Gloire et Beauté et, plus récemment, pour son rôle de Parker Forsythe dans Hôpital central.

### Vie privée
Ashley Jones a été mariée à l'acteur Noah Nelson (fils de l'acteur Craig T. Nelson) d'août 2002 à mai 2009. 
En novembre 2015, elle a officialisé sa relation avec Joel Henricks qu'elle a épousé secrètement le 1er février 2016. 
Le 11 mars 2016, le couple annonce attendre leur premier enfant ensemble (un garçon attendu pour mai 2016), Joel Henricks étant déjà père d'un garçon nommé Huck, né d'une précédente union. Le 24 mai 2016, elle a donné naissance à son premier enfant, un petit Hayden Joel Henricks. 
Elle est très amie avec les actrices américaines Kaley Cuoco et Lacey Chabert.

## Filmographie

### Cinéma
- 2000 : La princesse et le capitaine (The King's Guard) : Princesse Gwendolyn
- 2001 : Délivre-nous du mal (Devil's Prey) : Susan
- 2003 : Retour à la fac (Back to School) : Tracy
- 2004 : Extreme Dating : Amanda
- 2008 : His Good Will : Dorothy
- 2024 : In Flight : Ellen

### Télévision

#### Séries télévisées
- 1993 : Docteur Quinn, femme médecin (saison 1, épisode 1) : Ingrid
- 1998-2000 : Les Feux de l'amour (213 épisodes) : Megan Dennison Viscardi
- 1999 : Safe Harbor (saison 1, épisodes 3 & 6) : Girl Student / Lisa
- 2000 : La Vie avant tout (saison 1, épisode 15) : Shelly Lane
- 2001 : Washington Police (saison 2, épisode 1) : Dana Rayburn
- 2001 : VIP (saison 4, épisode 2) : Anna Petrov
- 2002 : For the People (saison 1, épisode 2) : Trista
- 2004-2011, 2013, 2015-2016, 2018, 2020-2022 : Amour, Gloire et Beauté : Bridget Forrester Marone
- 2004 : FBI : Portés disparus (saison 2, épisode 16) : Trista Bowden
- 2004 : Preuve à l'appui (saison 4, épisode 4) : Beth Flaherty
- 2007 : Les Experts : Manhattan (saison 3, épisode 16) : Kennedy Gable
- 2009 : Trust Me (saison 1, épisode 4) : Amanda Patterson
- 2009 : True Blood (8 épisodes) : Daphne Landry
- 2009 : Flashforward (saison 1, épisode 6) : Camille
- 2009 : Mentalist (saison 2, épisode 6) : Sandrine Gerber
- 2009 : Les Experts (saison 10, épisode 8) : Shea Lammett
- 2011 : Dr House (saison 7, épisode 14) : Diane
- 2012 : Private Practice (saison 5, épisode 16) : Dani
- 2012 : Bones (saison 7, épisode 12) : Dr Kathy / Cherie Redfern
- 2012 : Drop Dead Diva (saison 4, épisode 12) : Sheila Reese
- 2012 : Deadtime Stories (mini-série) : Mme Peterson
- 2013 : 90210 Beverly Hills : Nouvelle Génération (saison 5, épisodes 13, 15 & 18 ) : Amanda Barnard
- 2014 : Esprits criminels (saison 9, épisode 16) : Kate Hoffer
- 2015 : Les Experts : Cyber (saison 1, épisode 7) : Arianna Peterson
- 2016 : NCIS : Los Angeles (saison 8, épisode 7) : NSA Analyst Jolene Townsend
- 2016: Hôpital central : Parker Forsythe
- 2017 : NCIS : Enquêtes spéciales (saison 15, épisode 5) : Nancy Douglas
- 2017-2018 : Major Crimes (saison 6, épisodes 11 & 13) : Tammy Bechtel
- 2019 : 9-1-1 (saison 3, épisode 10) : Holiday Traveler
- 2021 : The Rookie : Le Flic de Los Angeles (saison 3, épisode 5) : Kelsey Adams
- 2021 : All Rise : Whitney Gessner
- 2022 : The Resident (saison 5, épisode 22) : Diana Anza
- 2022 : For All Mankind (saison 3, épisode 1) : Yvonne
- 2023 : So Help Me Todd (saison 2, épisode 10) : Kathleen Baylis

#### Téléfilms
- 1993 : The Fire Next Time : Linnie Morgan
- 1995 : L'Affront (She Fought Alone) de Christopher Leitch : Susan
- 1996 : Our Son, the Matchmaker de Lorraine Senna : Winona jeune
- 2008 : Secrets inavouables (Dead at 17e) de Douglas Jackson : Becca
- 2008 : Mon protégé (A Teacher's Crime) de Robert Malenfant : Carrie Ryans
- 2010 : The Rockford Files de Michael W. Watkins : Janet
- 2011 : Le Prix du passé (Secrets from Her Past) : Stephanie Wickers / Kate Collins
- 2012 : Gangsters (Outlaw Country) de Adam Arkin et Michael Dinner : Lianne
- 2013 : Le parfum de la vengeance (A Sister's Revenge) de Curtis Crawford : Catherine Miller
- 2014 : La Vie secrète d'une mère célibataire (The Secret Sex Life of a Single Mom) de John L'Ecuyer : Delaine
- 2017 : Le Noël du cœur (12 Days of Giving) de Christine Conradt : Pamela
- 2017 : Ma vengeance sera terrible (You Killed My Mother) de Curtis Crawford : Miriam Preston
- 2019 : Une lycéenne diabolique (Homekilling Queen) de Alexandre Carrière : Connie Manning
- 2021 : Chloé, 18 ans, disparue (Double Kidnapped) de Michael Feifer : Mandy
- 2022 : Sugar baby malgré moi (The Secret Life of College Escorts) d'elle même : Melanie
- 2022 : What Happened to My Sister? de Michelle Mower : Rebecca Hale

## Distinctions

### Nominations
- Daytime Emmy Awards 1999 : Meilleure jeune actrice dans une série télévisée dramatique pour Les Feux de l'amour (1998-2000).
- Daytime Emmy Awards 2000 : Meilleure jeune actrice dans une série télévisée dramatique pour Les Feux de l'amour (2004-2022).
- 2000 : Daytime Emmy Awards de la meilleure combinaison irrésistible partagé avec Jack Wagner dans une série télévisée dramatique pour Les Feux de l'amour (2004-2022).